# Kitaro
Kitarō (喜多郎, Hỉ Đa Lang) (tên thật Takahashi Masanori (高橋 正則 Takahashi Masanori, Cao Kiều Chính Tắc) sinh ngày 4 tháng 2 năm 1953, tại Toyohashi, tỉnh Aichi, Nhật Bản) là một nhà soạn nhạc và nhạc sĩ biểu diễn đa nhạc cụ người Nhật Bản. Nghệ danh của ông do những người bạn đặt cho ông theo tên của một nhân vật hoạt hình tên Kitarō, trong Ge Ge Ge no Kitarō.

## Tiểu sử và sự nghiệp
Kitaro sinh ra trong một gia đình nông dân theo Thần đạo tại Toyohashi, Nhật Bản. Từ những năm tháng còn thơ ấu dù không được học hành bài bản về nhạc lý, Kitaro đã tự học chơi guitar. Say mê âm nhạc và am hiểu âm nhạc truyền thống Nhật, bằng quá trình tự học và tự ký âm theo lối riêng, một kiểu ký họa bằng âm thanh và diễn đạt bằng trực giác giống như nhà nghệ sĩ Yanni của Hy Lạp, Kitaro đã sử dụng thành thạo synthesizer, sáo, trống taiko, nhiều loại nhạc cụ cổ truyền Nhật đồng thời làm chủ nhiều nhạc cụ điện tử khác.
Trong những năm đầu thập niên 70 của thế kỷ 20 Kitaro đã cùng một nhóm bạn thành lập nhóm nhạc rock, nhóm Far East Family Band. Trong những năm này Far East Family Band phát hành một số album như Fal Out (1973), The cave down to the Earth (1974), Nipponjin (1975), Parallel world (1976), Tenkujin (1977).
Năm 1972, trong một chuyến lưu diễn châu Âu, Kitaro gặp gỡ và ấn tượng mạnh phong cách nhạc của Klaus Schulze, tay keyboard trong nhóm nhạc Đức Tangerine Dream. Sự hạnh ngộ này đánh dấu bước thay đổi lớn lao trong phong cách nhạc Kitaro về sau.
Năm 1978, Kitaro phát hành album đầu tiên của mình, album Astral Voyage, và liền sau đó là album Full Moon Story.
Năm 1980, Kitaro thực hiện nhạc nền cho bộ phim tài liệu nhiều tập Silk Road (Con đường tơ lụa) trình chiếu trên kênh NHK. Như mọi người thấy sau đó, các album nhạc mang tên Silk Road của Kitaro liên tục được phát hành bao gồm Silk Road (1980), Silk Road II (1980, tái bản năm 1996), Silk Road Suite (1980, tái bản 1996), Tunhuang (Silk Road III, 1981, tái bản 1985), Ten Jiku (Silk Road IV, 1983) và Best of Silk Road (2003).
Năm 1981 Kitaro thực hiện nhạc nền cho bộ phim hoạt hình giả tưởng Queen Millenia. Album nhạc Queen Millenia sau được tái bản vào năm 1985.
Vắng bóng vài năm, năm 1984, Kitaro xuất hiện trở lại bằng chuyến lưu diễn vòng quanh châu Á và ký hợp đồng với Geffen thu hai album Toward the West (1986) và Tenku (1986).
Năm 1987 Kitaro xuất bản album The Light of the Spririt, sản phẩm hợp tác giữa Kitaro và tay chơi nhạc Mickey Hart. Album phản ánh cái nhìn của Kitaro về cuộc sống, cái chết và sự hồi sinh. Bài "The Field" trong Album đã được đề cử giải Grammy cho tác phẩm New Age xuất sắc nhất.
Năm 1992, album Dream của Kitaro ra đời với sự cộng tác cùng Jon Anderson, đã khiến những giai điệu của ông trở nên phổ biến trong đời sống âm nhạc Mỹ. Một năm sau, 1993, Kitaro được chọn viết nhạc cho bộ phim kể về chiến tranh Việt Nam, bộ phim Heaven and Earth của đạo diễn Oliver Stone. Những soundtrack trong Heaven and Earth như "Sau Dau tree" (cây Sầu Đâu), "Trong Com" (Trống cơm), "A child without father", "Village attach/The Arrest" mang đậm chất Á Đông nói chung và Việt Nam nói riêng, đã mang đến cho Kitaro giải thưởng quả cầu vàng dành cho nhạc phim xuất sắc nhất trong năm 1993.
Một phong cách nhất quán từ những album đầu tiên của Kirato tới những album gần đây nhất khiến những sáng tác của Kitaro như những bức tranh bằng âm thanh, tràn đầy suy tư về thế giới, thiên nhiên, tâm linh và thấm đẫm chất Á Đông dù nhạc cụ sử dụng để tấu lên những nhạc khúc này đa phần là sản phẩm điện tử. Các nhạc phẩm trong album Mandala (1994), A Echanted Evening (1995), Gaia Onbashira (1998) của Kitaro từng được đề cử 6 giải Grammy tuy nhiên chỉ đến album Thinking of You (1999) Kitaro mới có cơ hội nắm giữ chiếc cúp vàng Grammy năm 2000, với giải Album hay nhất cho thể loại nhạc New Age. Như thính giả của dòng New Age nhận thấy, Thinking of You là một bài ca về thiên nhiên tươi đẹp với 10 phân cảnh âm thanh với nhiều sắc thái, thời khắc khác nhau trong ngày, trong mùa, trong năm và ngược lại mỗi khoảnh khắc mong manh cũng được soi rọi một cách tinh tế.
Sau khi viễn du qua 12 trong 88 ngôi đền mà nhà sư Kukai từng đến ở đảo Shikoku, Kitaro ghi âm lại thanh âm của tiếng chuông tại các ngôi đền và từ đó khơi nguồn cho những cảm hứng mới nơi ông. Khởi đầu với album Shikoku 88 Kasho ra mắt năm 1999, sau đó lần lượt ba album Sacred journey of Ku-Kai ra mắt vào các năm 2003, 2005 và 2007 và bản mới nhất, Sacred journey of Ku-kai volume IV, đã đến với công chúng vào năm 2010. Cũng trong những năm này, Kitaro xuất bản album Spiritual Garden (2006) mà điểm đặc biệt là có sự kết hợp biểu diễn chung với bà Keiko Matsubara, người vợ thứ hai của ông.
Kitaro tự sản xuất hầu hết các album của mình, kiêm luôn việc trình bày đĩa, chụp ảnh. Thậm chí ông còn can thiệp vào việc thiết kế ánh sáng sân khấu để hiệu ứng trình bày đạt đến mức cao nhất.

## Các Albums của Kitaro

### Album
1978 - Ten Kai/Astral Voyage/Astral Voyager/Astral Trip

1979 - Full Moon Story/Daichi

1979 - Oasis

1980 - Silk Road (a.k.a. The Soghdian Merchants on VHS)

1980 - Silk Road II

1980 - In Person/In Person Digital (Live)

1980 - Silk Road Suite (conducted by Paul Buckmaster with The London Symphony Orchestra)

1981 - Silk Road III: Tunhuang/Tonko/Dunhuang 

1981 - Best of Kitaro vol 1

1982 - World of Kitaro (conducted by John Lubbock with London Philharmonic Orchestra)

1981 - Radio House Ginga

1981 - Ki

1982 - Utopia (Maxi 45rmp Picture Disc - Same Music as Radio House ginga)

1982 - Millennia/Queen Millennia

1982 - Angel Queen (Ending song from the Queen Millenia Movie - Vocals By Dara Sedaka)

1983 - Silk Road IV: Tenjiku/India

1983 - Portopia '81/Portpier Matsushita Kan (Single included in Noah's Ark)

1983 - Aura No Saiten

1984 - Silver Cloud/Cloud

1984 - Caravan (Single - Vocals by Pages)

1984 - Live in Asia/Asia Super Tour Live/Asia (Live)

1986 - Toward the West/Endless Journey/Saihou: Journey of Silk Road

1986 - Tenku 

1987 - The Light of the Spirit

1988 - Ten Years/Best of Ten Years (2CD)

1990 - Kojiki

1991 - Live in America

1992 - Dream/Lady of Dreams (with Jon Anderson)

1993 - Heaven and Earth

1994 - Mandala

1994 - Tokusen II (CD 1 Best Of, CD 2 Live in Osaka)

1995 - An Enchanted Evening (Live)

1996 - Peace On Earth

1996 - Kitaro World of Music (Yu-Xiao Guang plays Kitaro's music)

1997 - Cirque Ingenieux

1997 - Best Of Ten Years

1998 - Gaia-Onbashira

1998 - Six Musical Portraits (best of)

1998 - Romantic Ballads

1999 - Shikoku 88 Kasho

1999 - Best of Kitaro vol 2

1999 - Thinking of You

2000 - The Soong Sisters

2000 - The Essential Collection (Japan only)

2000 - Nile (Single included in Ancient)

2001 - Ancient

2001 - Endless Journey (best of)

2001 - Healing Forest (best of)

2001 - Noah's Ark (best of)

2002 - An Ancient Journey

2002 - Daylight, Moonlight in Yakushiji/Yakushi-Ji (Live)

2002 - Mizu ni Inori te 

2002 - Asian Cafe/Ashu Chakan (best of)

2003 - Best of Silk Road

2003 - Sacred Journey of Ku-Kai

2004 - Kitaro Best (2CD)

2005 - Sacred Journey of Ku-Kai Volume 2

2006 - The Essential Kitaro

2006 - Spiritual Garden

2007 - Sacred Journey of Ku-Kai Volume 3

2008 - The Definitive Collection (best of)

2008 - Toyo's Camera (best of - soundtrack)

2009 - Impressions Of The West Lake

2010 - Grammy Nominated

2010 - Sacred Journey of Ku-Kai Volume 4

### Album khác
All Roads Lead To Rome

Across The Karakum Desert

Across The Pamir

Deep Forest

In Silent

In Search Of Wisdom

Mu Land

Morning Light

Tamayura (2001 DVD)

Tento Chi

Vertigo

Sleep Vol.1

Sleep Vol.2

### Kitaro chơi cùng các thành viên khác
Far East Family Band - Far Out (1973)

Far East Family Band - The Cave Down To Earth (1974)

Far East Family Band - Nipponjin (1975)

Far East Family Band - Parallel World (1976)

Far East Family Band - Tenkujin (1977)

Yamasaki Hako - Akane (Two song with kitaro, also edited in a promo single)

Motoyoshi Iwasaki - Aoi Kaze (Single with Kitaro)

Gyuto Monks - Gyuto Monks

Gyuto Monks - Freedom Chants From The Roof Of The World (with Philip Glass & Mickey Hart)(1988)

Peter McEvilley & Rachel Leslie - Ninja Scroll (Soundtrack)(2003)

Nawang Khechog - Karuna (Kitaro's World Of Music), produced by Kitaro (1995)

Journey To The Heart I (2002) collection of New Age music

Journey To The Heart II (2002)

Journey To The Heart III (2002)

Journey To The Heart IV (2002)

Music For The Spirit Vol. 1 (1998) collection of New Age music

Music For The Spirit Vol. 2 (1999)

Music For The Spirit Vol. 3 (2001)

Music For The Spirit Vol. 4

## Matsuri của Kitaro
Nhạc phẩm Matsuri của Kitaro được sử dụng liên tục như nhạc hiệu của các chương trình thời trang và tại các điểm spa, đến mức người ta cứ nghe giai điệu của bản nhạc này là nghĩ đến sự có mặt của sàn catwalk.
Tại Việt Nam, đây là nhạc hiệu của chương trình "Thời trang và cuộc sống" của Đài Truyền hình Thành phố Hồ Chí Minh. Đây cũng là nhạc nền của nhiều chương trình võ thuật tại Việt Nam.